# Dutxa

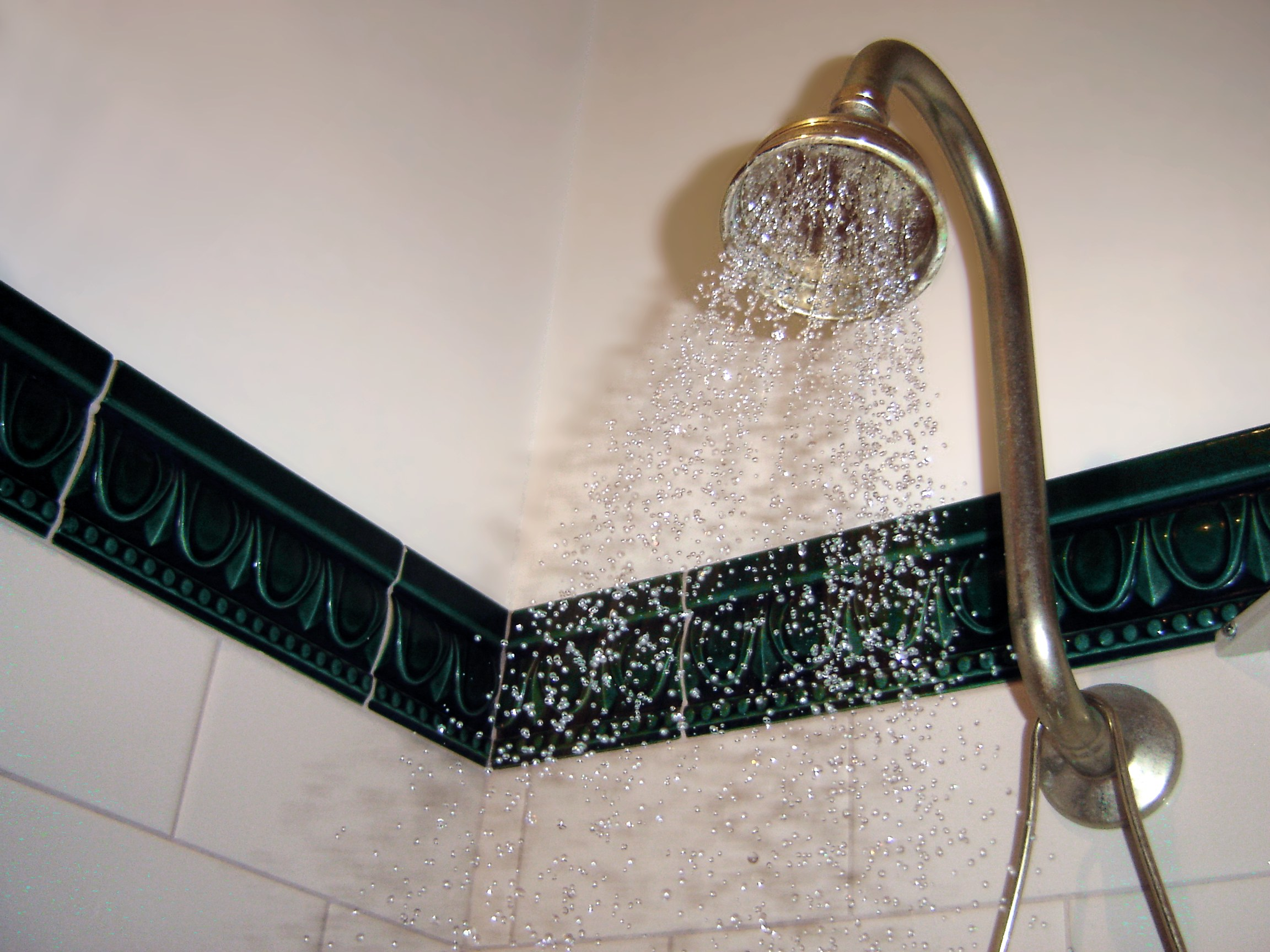
Un capçal de dutxa fix.

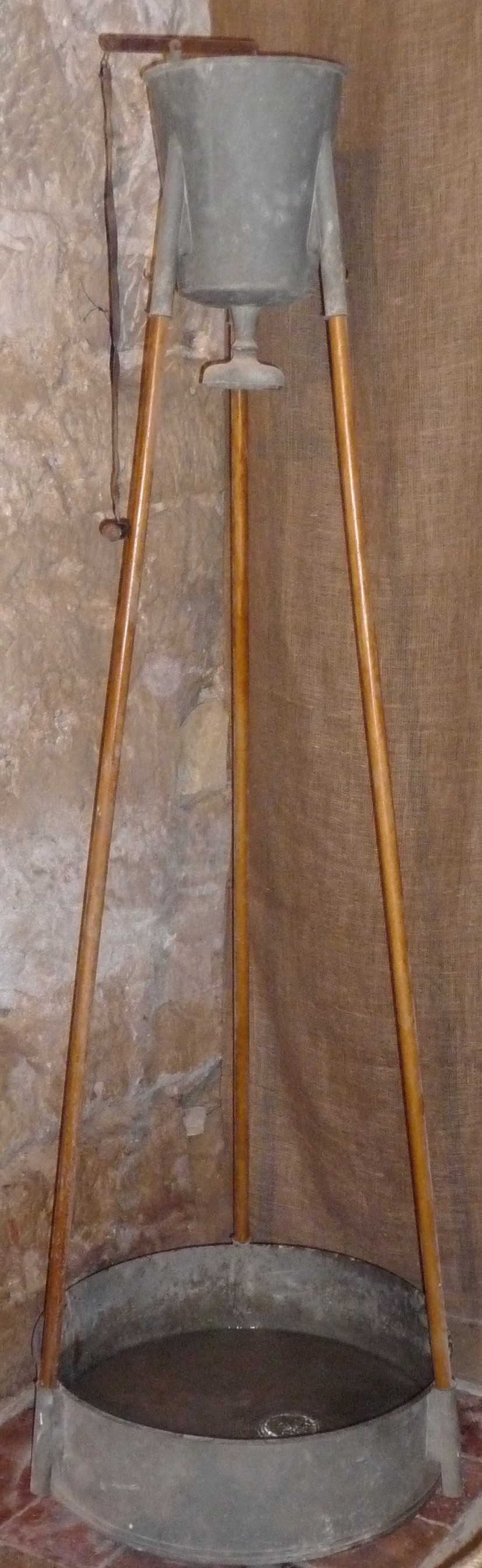
Dutxa antiga.

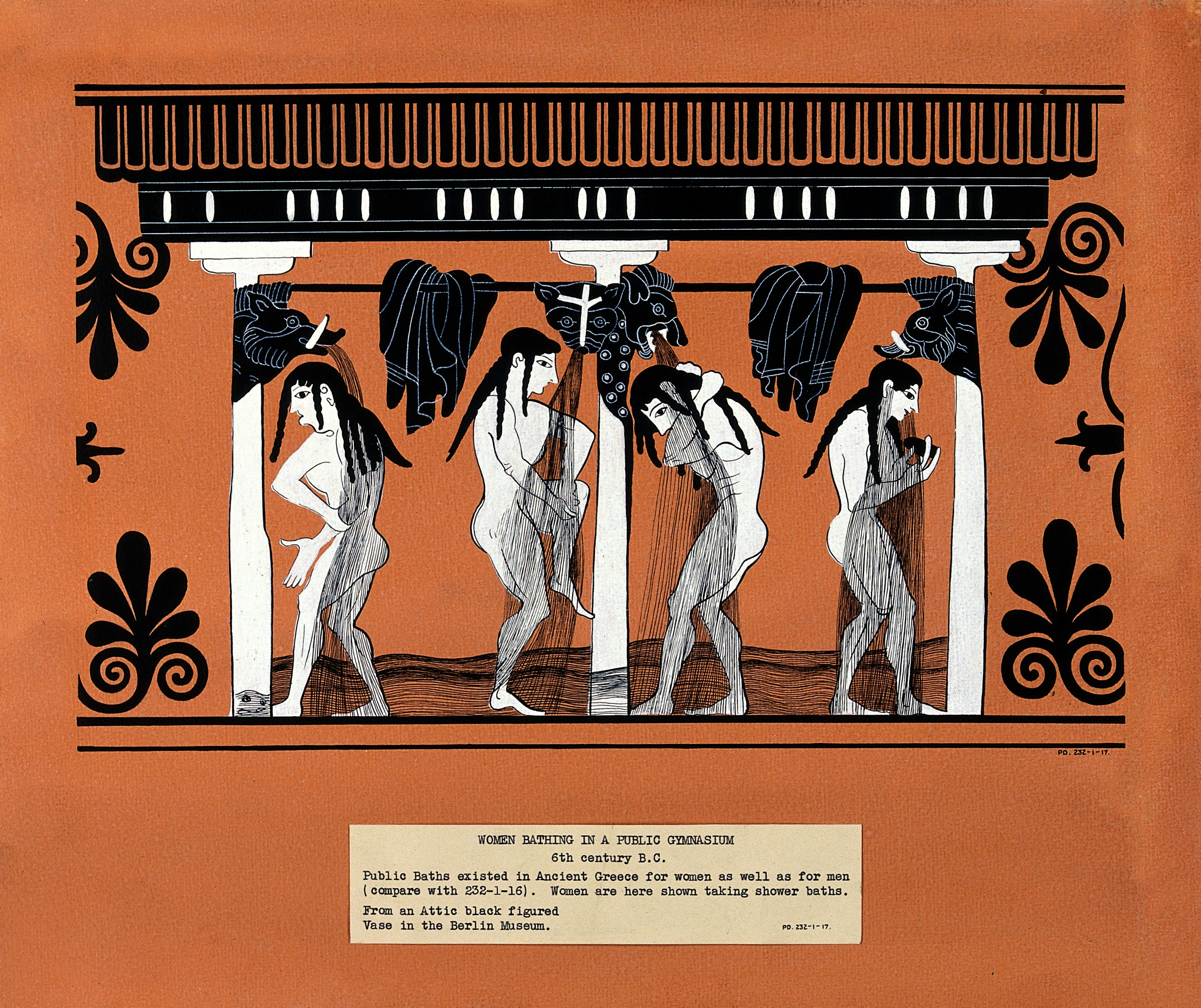
Dones dutxant-se. Còpia pintada d'un recipient grec.

S'entén com a  dutxa  el bany en què l'aigua cau sobre el subjecte, estant aquest dret i sense produir acumulació d'aigua, ja que la utilitzada es dirigeix directament al desguàs, o també l'acció d'usar aquest tipus d'instal·lació.
Les dutxes es poden utilitzar tant en cambres de bany domèstiques, com en dutxes públiques (presons, gimnasos, etc.) i s'han d'usar obligatòriament en la majoria de les piscines públiques.
L'acció de dutxar-se, es realitza normalment en una banyera o plat de dutxa, que disposa d'una mànega que es pot orientar amb les mans o una part fixa sobre el cap de l'usuari, on es disposa d'un capçal que distribueix l'aigua en diversos dolls fins.
En el cas dels plats de dutxa, generalment estan fixes sobre el cap de l'usuari, o bé es disposen al llarg de tot el cos en el cas de dutxes d'hidromassatge, generalment protegides per una mampara de vidre o metacrilat translúcid.
Les dutxes usades en les banyeres, tenen una mànega flexible, on l'usuari orienta el capçal on vol o el pot fixar a la paret sobre el seu cap mitjançant un suport prèviament instal·lat.

## Història
Els seus orígens es remunten a l'antiga Grècia i a l'antic Egipte, encara que la dutxa moderna es remunta al segle xix.
El doctor Merry Delabost, cap mèdic de la presó Bonne-Nouvelle, de Rouen, va inventar la dutxa el 1872, per tal de donar-los als presos una millor higiene. Es tractava de dutxes col·lectives, encara que el sistema de raig era individual, el 1879 l'exèrcit prussià va fer obligatòria la dutxa entre els seus soldats i va instal·lar dutxes comunes en els barracons.

## Nota
1. ↑  Theodor Panofka. Bilder antiken lebens Hrsg. von Theodor Panofka.  G. Reimer, 1843.
2. ↑  Francisco Rovira Beleta, Enrique Rovira-Beleta Cuyás; Enrique Rovira-Beleta Cuyás. L'Accessibilitat a l'edificació i l'urbanisme: recomanacions tècniques per a projectes i obres.  Edicions UPC, gener 2006, p. 48–. ISBN 9788483018446 [Consulta: 1r juny 2011].